# Hans-Dietrich Genscher
Hans-Dietrich Genscher (n. 21 martie 1927, Halle (Saale), Statul Liber Prusia⁠(d), Reich-ul German – d. 31 martie 2016, Wachtberg, Renania de Nord-Westfalia, Germania) a fost un politician liberal german (FDP).
Între 1969-1974 a fost ministru de interne al RFG, iar din 1974 până în 1992 ministru de externe și vicecancelar federal, unul din arhitecții reunificării Germaniei. Între 1974-1985 a fost președintele FDP.
A făcut parte din cabinetele conduse de Willy Brandt (SPD), Helmut Schmidt (SPD) și Helmut Kohl (CDU).